# Entombed A.D.
Entombed A.D. – szwedzki zespół muzyczny wykonujący death metal. Powstał w 2014 roku w Sztokholmie na kanwie formacji Entombed. W skład grupy weszli basista Victor Brandt, perkusista Olle Dahlstedt, gitarzyści Nico Elgstrand i Johan Jansson, wokalista L-G Petrov. Debiutancki album zespołu zatytułowany Back to the Front ukazał się 5 sierpnia 2014 roku nakładem wytwórni muzycznej Century Media Records.
7 marca 2021 r. L-G Petrov przegrał walkę z rakiem i zmarł. Zespół został rozwiązany.

## Dyskografia
| Back to the Front           | - Data: 5 sierpnia 2014 - Wydawca: Century Media Records  | 5  | 53 | 139 | 146 | - USA: 0,9 tys.+ |
| Dead Dawn                   | - Data: 26 lutego 2016 - Wydawca: Century Media Records   | 29 | 78 | 101 | 129 | - USA: 0,9 tys.+ |
| Bowels of Earth             | - Data: 30 sierpnia 2019 - Wydawca: Century Media Records | -  | 64 | -   | -   |                  |
| "—" album nie był notowany. |                                                           |    |    |     |     |                  |

## Teledyski
| Tytuł                 | Rok  | Reżyseria                          | Album             | Źródło |
| --------------------- | ---- | ---------------------------------- | ----------------- | ------ |
| "Pandemic Rage"'      | 2014 | Valentin Mellström, Stian Roenning | Back to the Front | [ 11 ] |
| "Kill To Live"        | 2014 | Oliver Barth                       | Back to the Front | [ 12 ] |
| "The Winner Has Lost" | 2016 | Marcus Wild                        | Dead Dawn         | [ 13 ] |
| "Dead Dawn"           | 2016 | —                                  | Dead Dawn         | [ 14 ] |